# المدارس السعودية في الخارج
المدارس السعودية في الخارج، ويقصد بها كل مدرسة سعودية افتتحتها حكومة المملكة العربية السعودية خارج المملكة.

## هدف الإنشاء
قامت حكومة المملكة العربية السعودية بإنشاء العديد من المدارس بمختلف مراحل التعليم العام بهدف توفير فرص التعليم لأبناء المملكة العربية السعودية المتواجدين في الخارج وكذلك أبناء الجاليات الإسلامية والعربية المقيمين في نفس الدول.

## أهم المدارس
- المدرسة السعودية في باريس.
- المدرسة السعودية في موسكو.
- المدرسة السعودية في مدريد.
- المدرسة السعودية في فيينا.
- المدرسة السعودية في أنقرة.
- المدرسة السعودية في جاكرتا.
- المدرسة السعودية في الرباط.
- المدرسة السعودية في  جيبوتي.
- المدرسة السعودية في إسلام أباد.
- المدرسة السعودية في كراتشي.
- المدرسة السعودية في كوالالمبور.[2]

## وصلات خارجية
- تنظيم المدارس السعودية في الخارج